# ホワイト・タウン
ホワイト・タウン（英：White Town）は、イギリスのミュージシャンで、ジョティ・プラカシュ・ミシュラ（英：Jyoti Prakash Mishra）によるワンマン・プロジェクトである。

## 経歴
ミシュラは1966年7月30日にインドオリッサ州ルールケラで生まれ、3歳のときにイングランドへ引っ越した。ホワイト・タウンは1997年の曲「ユア・ウーマン」(Your Woman) で一発屋として認識されており、その曲は全英シングルチャートで1位を、全米シングルチャートで23位を記録した。
「ユア・ウーマン」は、1932年のビング・クロスビーの曲「マイ・ウーマン」(My Woman) （作詞：クロスビー、作曲：アービング・ウォールマン、マックス・ウォーテル）を再加工したものである。レイ・ノーブル・オーケストラのボーカリストだったアル・ボウリーの「マイ・ウーマン」の1932年11月29日のバージョンが、映画『黄金の雨』のサウンドトラックに収録された。ホワイト・タウンは、このバージョンを「ユア・ウーマン」でサンプリングしている。
ホワイト・タウンことミシュラは、1989年からピクシーズやプライマル・スクリームなどの有名バンドのサポート・メンバーとして様々なライヴでギターやベース、ドラムを演奏した。
1990年にミシュラはホワイト・タウン名義で自費にて7インチEPを発売した。この曲はミシュラのギターとボーカルに、ニック・グリン=デービスのドラムと、ショーン・ディーガンのベースを加えたものだった。グリン=デービスが去った後はドラムマシンに置き換えられ、レオン・ウィルソンがギターに加わった。1990年秋以降は残りのバンドメンバーは徐々に離れ、ホワイト・タウンはミシュラのソロ・プロジェクトとなった。録音する際は、ビーキーパーズ（ダービーのバンド）のギタリストであるゲイリー・サッチャーなどの外部ミュージシャンが参加した。
ストレート・エッジでマルクス主義であるミシュラは、よく自分の曲の中に政治的な主張を取り入れた。1997年に所属レーベルのEMIと対立して契約解除され、その後は Parasol Recordsなどのインディ・レーベルへ戻った。2000年に発表したアルバム『Peek & Poke』は高い評価を得た。
2005年にはホワイト・タウンは曲「The Pnac Cabal」をチャリティ・アルバム『Voyces United for UNHCR』に提供した。
2006年9月にスウェーデンのインディー・レーベル Heavenly Pop Hits から、EP「A New Surprise」を発表した。また、アルバム『Don't Mention the War』を、ミシュラ自身のレーベル Bzangy Records から発表した。

## ディスコグラフィ

### アルバム
| 年   | アルバムの情報                                                                              | チャート順位 | チャート順位 | チャート順位      |
| 年   | アルバムの情報                                                                              | U.K.         | U.S.         | U.S. Heat seekers |
| ---- | ------------------------------------------------------------------------------------------- | ------------ | ------------ | ----------------- |
| 1994 | 『Socialism, Sexism & Sexuality』 - 1994年発表 - レーベル: Bzangy Records / Parasol Records | -            | -            | -                 |
| 1997 | 『Women in Technology』 - 1997年2月25日発表 - レーベル: Chrysalis Records / EMI UK          | -            | 84           | 4                 |
| 2000 | 『Peek & Poke』 - 2000年5月23日発表 - レーベル: Bzangy Groink                               | -            | -            | -                 |
| 2006 | 『Don't Mention The War』 - 2006年10月23日発表 - レーベル: Bzangy                           | -            | -            | -                 |

### EP
| 年   | アルバムの情報                                                                         |
| ---- | -------------------------------------------------------------------------------------- |
| 1990 | 『White Town』 - 1990年発表 - レーベル: Satya                                          |
| 1991 | 『Alain Delon』 - 1991年発表 - レーベル: Parasol                                       |
| 1992 | 『Bewitched』 - 1992年発表 - レーベル: Parasol                                         |
| 1992 | 『Fairweather Friend』 - 1992年発表 - レーベル: Elefant                                |
| 1996 | 『>Abort, Retry, Fail-_』 - 1996年発表 - レーベル: Parasol Records / Chrysalis Records |

### シングル
| 年   | タイトル           | レーベル          | チャート順位 | チャート順位 | チャート順位 | チャート順位 | チャート順位 | チャート順位 |
| 年   | タイトル           | レーベル          | U.K.         | AUS          | CAN          | IRL          | NZ           | U.S.         |
| ---- | ------------------ | ----------------- | ------------ | ------------ | ------------ | ------------ | ------------ | ------------ |
| 1990 | 「Darley Abbey」   | Biscuit           | -            | -            | -            | -            | -            | -            |
| 1991 | 「All She Said」   | Parasol           | -            | -            | -            | -            | -            | -            |
| 1997 | 「ユア・ウーマン」 | Chrysalis/EMI     | 1            | 2            | 13           | 5            | 5            | 23           |
| 1997 | 「Undressed」      | Chrysalis/EMI     | 57           | -            | -            | -            | -            | -            |
| 1998 | 「Another Lover」  | Parasol           | -            | -            | -            | -            | -            | -            |
| 2006 | 「A New Surprise」 | Heavenly Pop Hits | -            | -            | -            | -            | -            | -            |